# بطولة كرة القدم الألمانية 1956
بطولة كرة القدم الألمانية 1956 (بالألمانية: Deutsche Fußballmeisterschaft 1955/56)‏ هو الموسم 46 من بطولة كرة القدم الألمانية ‏. أقيم خلال الفترة 5 مايو 1956 وحتى 24 يونيو 1956، وأشرف على تنظيمه اتحاد ألمانيا لكرة القدم، وكان عدد الأندية المشاركة فيه 9، وفاز فيه بوروسيا دورتموند.